# NGC 7097
NGC 7097 é uma galáxia elíptica (E5) localizada na direcção da constelação de Grus. Possui uma declinação de -42° 32' 21" e uma ascensão recta de 21 horas, 40 minutos e 12,8 segundos.
A galáxia NGC 7097 foi descoberta em 5 de Setembro de 1834 por John Herschel.